# ウィルクス郡 (ノースカロライナ州)
ウィルクス郡（英: Wilkes County）は、アメリカ合衆国ノースカロライナ州の西部に位置する郡である。2010年国勢調査での人口は69,340人であり、2000年の65,632人から5.6%増加した。郡庁所在地はウィルクスボロ町（人口3,413人）であり、同郡で人口最大の町はノースウィルクスボロ町（人口4,245人）である。
ウィルクス郡はノースウィルクスボロ小都市圏に属している。

## 歴史
ウィルクス郡は1777年にサリー郡とワシントン地区（現在はテネシー州ワシントン郡）の一部を合わせて設立された。郡最初の集会は現在のブラウンズフォード近くにあったジョン・ブラウンの家屋で開催された。郡を設立する法は1778年2月5日に有効となり、郡は2月15日を創立記念日として祝っている。郡名はイギリスの政治的な急進派ジョン・ウィルクスに因んで名付けられた。ウィルクスはアメリカ独立戦争時に植民地人を支持したためにロンドン市長の職を失っていた。
1799年ウィルクス郡の北部と西部がアッシュ郡になった。1841年、ウィルクス郡とバーク郡の一部を合わせてコールドウェル郡が設立された。1847年、別の部分とコールドウェル郡、アイアデル郡の一部を合わせ、アレクサンダー郡が設立された。1849年ウィルクス郡とコールドウェル郡、さらにアッシュ郡、ヤンシー郡の一部を合わせ、ワタウガ郡が作られた。その後何度も境界の修正が行われたが、新郡の創設に繋がるものではなかった。

## 地理

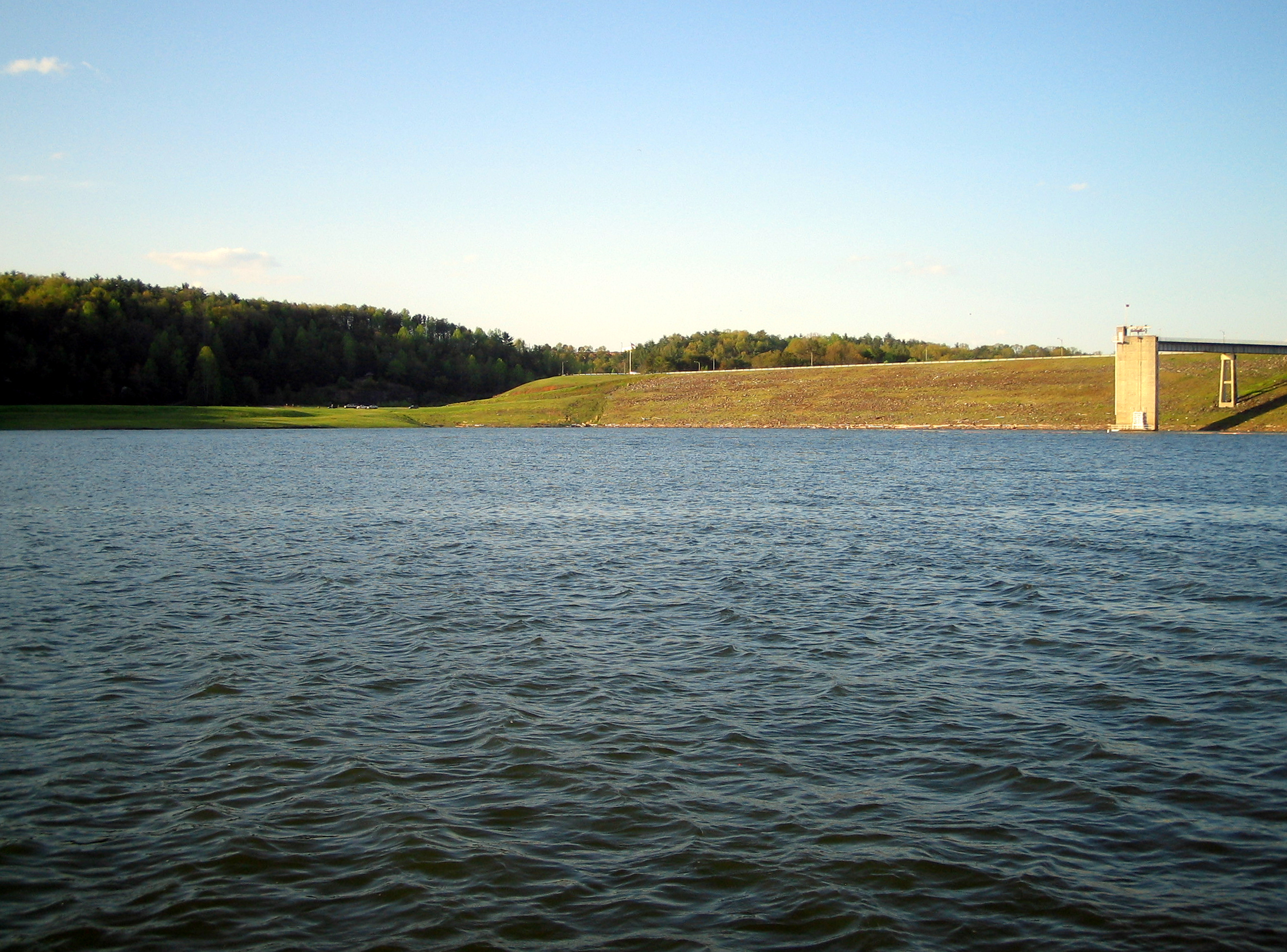
W・カー・スコット貯水池とダム

アメリカ合衆国国勢調査局に拠れば、郡域全面積は760平方マイル (1,968 km2)であり、このうち陸地757平方マイル (1,961 km2)、水域は3平方マイル (7 km2)で水域率は0.36%である。ウィルクス郡はアパラチア山脈に属するブルーリッジ山脈の東側斜面にある。標高は東部で900フィート (375 m) 、西部で4,000フィート (1,219 m) を超える。ブルーリッジ山脈は南西から北東に走り、郡の西部と北部の地平線を作っている。郡内最高地点であるトンプキンスノブは標高4,079フィート (1,243 m) である。ブルーリッジ山脈の麓丘陵部と谷が郡中央部の大半となり、標高は2,000フィート (610 m) を超える所もある。北部の丘陵にあるストーン山州立公園が、ロッククライミングやマス釣りなど州北部でも人気のある公園になっている。ブルーリッジ山脈の中で孤立した支脈であるブラッシー山脈が郡の南側境界になっている。郡の東部では比較的平に丘陵も少なくなっており、最東部はピードモント台地に属する。郡内最大の河川はヤドキン川であり、郡中央部を流れている。他にレディーズ川、ローリング川、マルベリー・クリークがあり、全てヤドキン川に注いでいる。1916年と1940年に大きな洪水が起きた後、アメリカ陸軍工兵司令部がウィルクスボロの西4マイル (6 km) に、ヤドキン川を堰き止めてW・カー・スコット・ダムと貯水池を造った。このダムは1962年に完工し、湖岸線55マイル (88 km) の湖を造った。この湖ではボート乗り、水泳、釣り、水上スキーなどが楽しめる。バス釣りは特に著名である。W・カー・スコット貯水池が郡内最大の水域である。

### 郡区
ウィルクス郡は22の郡区に分割されている。アンティオック、ビーバークリーク、ブーマー、ブラッシーマウンテンズ、エドワーズ、エルククリーク、ヘイズ、ジョブズキャビン、ルイスフォーク、ラブレイス、モラヴィアンフォールズ、マルベリー、ニューキャッスル、ノースウィルクスボロ、ロッククリーク、サマーズ、スタントン、トラップヒル、ユニオン、ウォルナットグローブ、ミラーズクリーク、ウィルクスボロの各郡区である。

### 交通
郡内を多くの高規格道路が通っている。唯一の自動車専用道路は アメリカ国道421号線である。その他の幹線道としては、 アメリカ国道21号線、 ノースカロライナ州道16号線、 ノースカロライナ州道18号線、 ノースカロライナ州道268号線、 ノースカロライナ州道115号線がある。ウィルクス郡空港が空路による交通の出入り口になっている。ブルーリッジ・パークウェイは、国内でも通行量の多い景観道路であり、郡の北と西の境界に沿って、ブルーリッジ山脈の尾根を辿っている。

### 隣接する郡
- アレクサンダー郡 - 南
- アリゲイニー郡 - 北
- アッシュ郡 - 北西
- コールドウェル郡 - 南西
- アイアデル郡 - 南東
- サリー郡 - 北東
- ワタウガ郡 - 西
- ヤドキン郡 - 東

### 国立保護地域
- ブルーリッジ・パークウェイ（部分）

### 気候
ウィルクス郡は高低差があるので気候も郡内でかなり変化する。冬季、東部では日照があり、気温が40°F (4 ℃) 台になることもあるが、同じ時に山岳部の北部や西部および南部では、気温が30°F (-1 ℃) 台あるいは20°F (-7 ℃) 台まで下がって、雪や霰になることもある。概して降水量は豊富であり、春や夏には雷雨も多い。冬季には雨、雪、霰、雨氷全てが起こる可能性があり、その頻度は高度が上がるにつれて高くなる。悪天候はそれほど多くないが、起こりうる。竜巻は希だが、激しい雷雨が強風をもたらし、木が倒れたり、電線を切ったりする。また雹が降ることもある。内陸にあるので、ハリケーンの被害を受けることは希だが、1989年のハリケーン・ヒューゴのように大型ハリケーンが素早く内陸に移動して被害を出すこともある。郡内に多くの河川があるので、鉄砲水は危険である。これまでに大きかった1916年と1940年の洪水では、多くの人命が失われ、多額の被害を出した。1962年にW・カー・スコット・ダムが完成してから、ヤドキン川は洪水を起こしていない。大きな地震が起きたこともないが、ブラッシー山脈には古代の断層があり、小さな地震ならば起こっている。1861年8月31日、マグニチュード5.0とされる地震が郡南部で起こり、小さな被害が出た。

## 人口動態
以下は2010年国勢調査による人口統計データである。
| 基礎データ - 人口: 69,340人 - 世帯数: 28,360 世帯 - 家族数: 19,683 家族 - 人口密度: 35人/km2（92人/mi2） - 住居数: 33,065軒 - 住居密度: 17軒/km2（44軒/mi2） 人種別人口構成 - 白人: 90.60% - アフリカン・アメリカン: 4.08% - ネイティブ・アメリカン: 0.19% - アジア人: 0.43% - 太平洋諸島系: 0.03% - その他の人種: 3.33% - 混血: 1.33% - ヒスパニック・ラテン系: 5.44% | 年齢別人口構成 - 18歳未満: 22.4% - 18-24歳: 7.2% - 25-44歳: 24.0% - 45-64歳: 29.5% - 65歳以上: 17.0% - 年齢の中央値: 42歳 - 性比（女性100人あたり男性の人口） - 総人口: 97.7 - 18歳以上: 95.4 世帯と家族（対世帯数） - 18歳未満の子供がいる: 26.8% - 結婚・同居している夫婦: 54.0% - 未婚・離婚・死別女性が世帯主: 10.5% - 非家族世帯: 30.6% - 単身世帯: 26.7% - 65歳以上の老人1人暮らし: 11.6% - 平均構成人数 - 世帯: 2.41人 - 家族: 2.89人 | 収入と家計 - 収入の中央値 - 世帯: 30,668米ドル - 家族: 39,670米ドル - 性別 - 男性: 30,917米ドル - 女性: 26,182米ドル - 人口1人あたり収入: 18,319米ドル - 貧困線以下 - 対人口: 21.5% - 対家族数: 17.6% - 18歳未満: 32.6% - 65歳以上: 13.4% |

## 宗教
ウィルクス郡には植民地時代から圧倒的にプロテスタントが多い。初期に建設された教会は聖公会と長老派教会のものだった。1850年代までに南部バプテスト連盟の勢力が増し、その後はバプテストが支配的になっている。メソジスト、長老派教会、聖公会、ペンテコステ派、ブレザレン教会の信徒もかなりいる。むかしからローマ・カトリック教徒は少ないが、近年の国内からの移住者、特にヒスパニック系の子孫が教徒数を増やしている。対照的にユダヤ教など非キリスト教宗派の信徒は少ない。

## 郡政府
ウィルクス郡は郡政委員会・マネジャー方式の政体を採用しており、委員会は5人の委員で構成されている。
ウィルクス郡は地域自治体の委員会であるハイカントリー自治体委員会のメンバーである。
ノースカロライナ州議会上院では第45選挙区、下院では第94選挙区に属している。
アメリカ合衆国下院議員ではノースカロライナ州第5選挙区に属している。

## 政治
ウィルクス郡は1830年代から民主党の大統領候補を一度も支持しなかった郡として、南部でも数少ない郡の1つになっている。共和党への強い支持は南北戦争時以来であり、郡民は脱退とアメリカ連合国に反対し、民主党を「脱退賛成」党と見なした。南北戦争の間、隣接郡住民はウィルクス郡を「古いアメリカ合衆国」と呼ぶことが多かった。郡内でもその支持で分かれ、南軍で戦った者もおれば、北軍を支持した者もいた。
共和党を強く支持し、アフリカ系アメリカ人人口が5%に満たないが、2002年の選挙では郡政委員にルーサー・パークスを選出した。パークスは民主党員である、郡役人となった最初のアフリカ系アメリカ人だった。得票数でも第1位だった。2006年にパークスは再選され、このときもトップ当選した。

## 病院
総合病院としてウィルクス地域医療センターが1952年に開設された。州北西部では最大の病院であり、雇用数では郡内第4位である。1970年代に建てられた大型ショッピングセンターだったウェストパークが近年大型の医療団地に転換され、医師、医療専門家、薬剤師、理学療法士など医療関連の多くの事務所を収容している。

## 都市と町

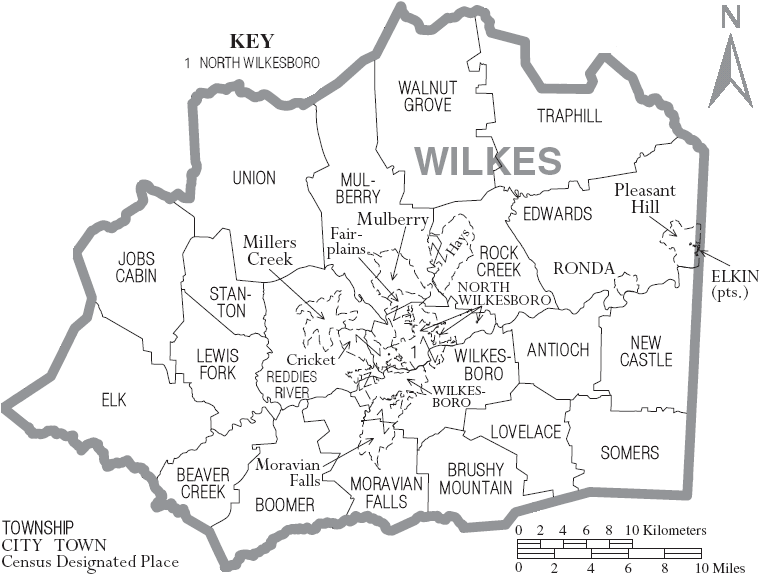
ウィルクス郡の自治体と郡区

- ノースウィルクスボロ - 人口最大の町
- ロンダ
- ウィルクスボロ - 郡庁所在地

### 国勢調査指定地域
- クリケット
- フェアプレーンズ
- ヘイズ
- ミラーズクリーク
- モラヴィアンフォールズ
- マルベリー
- プレザントヒル

## 教育
ウィルクス郡教育学区には、幼稚園前から12年生まで22の学校があり、アーリーカレッジ高校も含まれている。高校5校、中学校4校、小学校13校である。ステートロードにはブリッジズ・チャータースクールという唯一のチャータースクールがある。エルキン市教育学区も郡の一部を管轄している。その他にプロテスタント系など私立学校が幾つかある。最大の学校はミラーズクリーク・クリスチャン学校である。ウィルクス・コミュニティカレッジが唯一のカレッジであり、公立、2年制であり、ノースカロライナ・コミュニティカレッジ・システムに属している。

## 経済
ウィルクス郡は田園部にあり、比較的人口も少ないが、多くの大企業が生まれた所でもある。国内ではザ・ホーム・デポに続いて第2位のホームセンター・チェーンであるロウズは、1946年にウィルクス郡で創業した。近年まで郡内に本社を置いていたが、シャーロット市の急成長する郊外部にあるムーアズビルに移転した。国道421号線沿いには現在も大型の事務所を構えている。通信のカロライナ・ウェスト・ワイアレスは1991年にウィルクスボロで創業し、現在も本社を置いている。
その他郡内で創業された企業としては、ロウズ・フード（現在はウィンストン・セーラムに本社）とノースウェスタン銀行がある。ノースウェスタン銀行は1986年にファーストユニオン銀行と合併するまで、州内では第4位の銀行だった。1930年代に設立されたノースウィルクスボロのカロライナ・ミラー社は長年、国内最大の鏡会社だった。現在はガードナー・グラス・プロダクツがノースウィルクスボロで鏡を生産している。ウィルクスボロのホリーファームズアメリカ合衆国南東部最大の鶏肉生産会社だったが、1989年にタイソン・フーズに買収された。ウィルクス郡は合衆国東部で最大級の鶏肉生産郡であり、土地の農夫の多くはタイソン・フーズのための鶏を生産している。
20世紀の最終四半期は繊維と家具の工場が閉鎖されて苦しい時代となった。これらの工場はラテンアメリカやアジア、特に中国やベトナムなど低賃金の国に移された。

### ワイン
ウィルクス郡はヤドキン・バレーワイン生産地域に属している。郡内で栽培されるブドウから生産されるワインは、そのラベルにヤドキン・バレーの呼称を使用できる。タバコ栽培の衰退とともにワイン造りに転換した農家もあり、その支援のためにヨーロッパやカリフォルニア州から専門家を雇用してきた。その結果郡内も周辺郡もワイン造りの人気が高まっている。
毎年5月にはノースウィルクスボロの中心街で「シャイン・トゥ・ワイン祭」が開催され新しい産業を祝っている。

### 密造酒とNASCARの誕生
ウィルクス郡はかつて「世界の密造酒首都」と呼ばれたこともあり、違法自家製酒類の大生産地だった。1920年代から1950年代、郡内の若者は州内の大都市に密造酒を配達して生活の足しにした。州境を越えての取引手段としても使われた。デトロイト、ニュージャージー州、南フロリダ州までも蒸留酒を運んだ。この頃から地元警察や連邦機関とのカーチェイスが行われることが多く、スポーツとしてのストックカー・レースが生まれた。ノースウィルクスボロ・スピードウェイはNASCAR最初のレース場であり、1947年5月18日に最初のレースが行われた。1949年10月16日にはNASCARが公認したレースが行われた。ウィルクス郡生まれのジュニア・ジョンソンがNASCAR初期のスーパースターであり、伝説の密造者である。ジョンソンは、1965年にトム・ウルフが雑誌「エスクァイア」に載せた記事によって全国的な有名人になった。この記事は1973年の映画『The Last American Hero』の題材となり、ジェフ・ブリッジスとヴァレリー・ペリンが出演した。他に郡出身のNASCARドライバーとして、ベニー・パーソンズとジミー・パーデューが有名である。
ノースウィルクスボロ・スピードウェイは、新しいオーナーのボブ・バーレとブルトン・スミスがテキサス州とニューハンプシャー州のレース場に移転を決めた後、1996年のシーズン後に閉鎖された。スピードウェイ協会がこのレース場を3年契約でリースし、レースやその他の行事を開催したが、2011年5月に協会は資金が枯渇したためにリース契約を期限前に打ち切ると発表した。

## 行事
ウィルクス郡には強い音楽の伝統があり、毎年開催される「バトル・オブ・ザ・バンド」でその伝統を示している。9月にノースウィルクスボロで開催されるこのロックフェスティバルは、地域のプロ・アマ20のバンドが出場し、オリジナル曲を演奏し、賞金とある場合にはレコード・レーベルを競っている。
ノースウィルクスボロの中心街では「シャイン・トゥ・ワイン祭」も開催されている。5月の第1土曜日に開催され、「世界の密造酒首都」の時代から強力なワイン製造地として認識されるまで、郡の遺産を祝っている。
やはりノースウィルクスボロの中心街では、毎年10月第1週の週末にブラッシー山リンゴ祭が開催されている。毎年16万人以上の観衆が集まり、アメリカ合衆国南部で1日の祭としては最大規模のものとなっている。

### メルルフェスト
1988年、伝説のフォークミュージック・ギタリストのドク・ワトソンとビル・ヤングがウィルクスボロで、音楽祭のメルルフェストを始めたウィルクス・コミュニティカレッジのキャンパスで開催され、ドク・ワトソンの亡くなった息子メルル・ワトソンに因んで名付けた。国内でも最大のフォークとブルーグラスの音楽祭となっており、毎年85,000人以上のファンを集めている。

### トム・ドゥーリー
ウィルクス郡にはトム・ドゥーラ（ドゥーリー）の事件もあった。ドゥーラは南北戦争の南軍退役兵であり、戦後間もなくフィアンセのローラ・フォスターを殺害した容疑で裁判に掛けられ、絞首刑にされた。現在でも多くの人々は、ドゥーラの焼きもち焼きの元ガールフレンドがローラ・フォスターを殺害したのであり、ドゥーラは無実であり、彼は元の愛人を守るためにのみ罪を受け入れたと信じている。
この事件は「ニューヨーク・タイムズ」や「ニューヨーク・ヘラルド」などの新聞で全国に報じられ、南部の伝説になった。1958年にはキングストン・トリオの歌『トム・ドゥーリー』でも歌われた。さらに1959年の映画ではマイケル・ランドンがドゥーラ役を演じ、毎年夏にウィルクス・プレイメイカーズがこの話に基づく劇を演じている
。
2001年、トム・ドゥーラは郡が告発した全ての罪状について無罪と宣告された。

## メディア
新聞
- 「ウィルクス・ジャーナル・パトリオット」、1906年発刊、週3回発行
- 「ザ・レコード・オブ・ウィルクス」、週1回発行

ラジオはAMが2局、FMが1局ある。
インターネットではGoWilkes.comがあり、2004年にノースカロライナ州商工会議所からスモールビジネス年間賞を受けた。

## 著名な出身者
- ダニエル・ブーン（1734年-1820年）、探検家、パイオニア、数年間郡内に住み、ケンタッキーに行く前に郡生まれの女性と結婚した
- チャン&エン・ブンカー兄弟（1811年-1874年）、シャム双生児、1850年代にウィルクス郡に入り、郡生まれの2人の女性と結婚した、21人の子供が生まれた
- ロバート・バード（1917年-2010年）、ウェストバージニア州選出アメリカ合衆国上院議員（1959年-2010年）、最長期間を務めた上院議員
- ザック・ガリフィアナキス（1969年-）、俳優、コメディアン